# Keuperbergland
Das Keuperbergland (seltener Keuperwaldberge) ist Teil der Süddeutschen Schichtstufenlandschaft und nimmt eine Fläche von etwa 3200 Quadratkilometern ein.

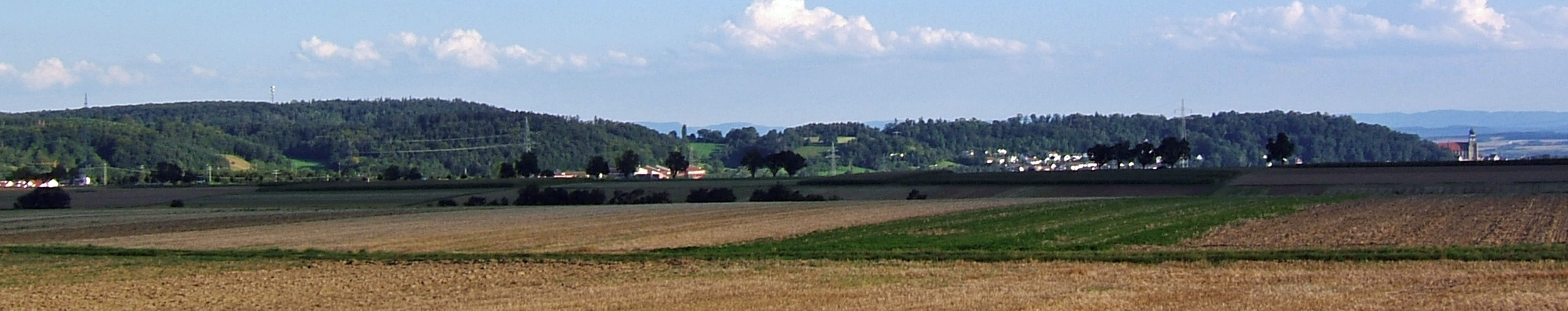
Keuperstufe über dem Heckengäu am Westrand des Schönbuchs

Zu den Keuperbergländern gehören von Südwest nach Nordost Kleiner Heuberg, Rammert, Schönbuch, Glemswald, Strom- und Heuchelberg, Schurwald und Welzheimer Wald, Schwäbisch-Fränkische Waldberge, Frankenhöhe, Steigerwald und Hassberge. Die südwestlichste Keuperschichtstufe im Bereich der Baar hat aufgrund ihres geringen Umfangs keinen eigenen Namen.

## Naturräumliche Gliederung

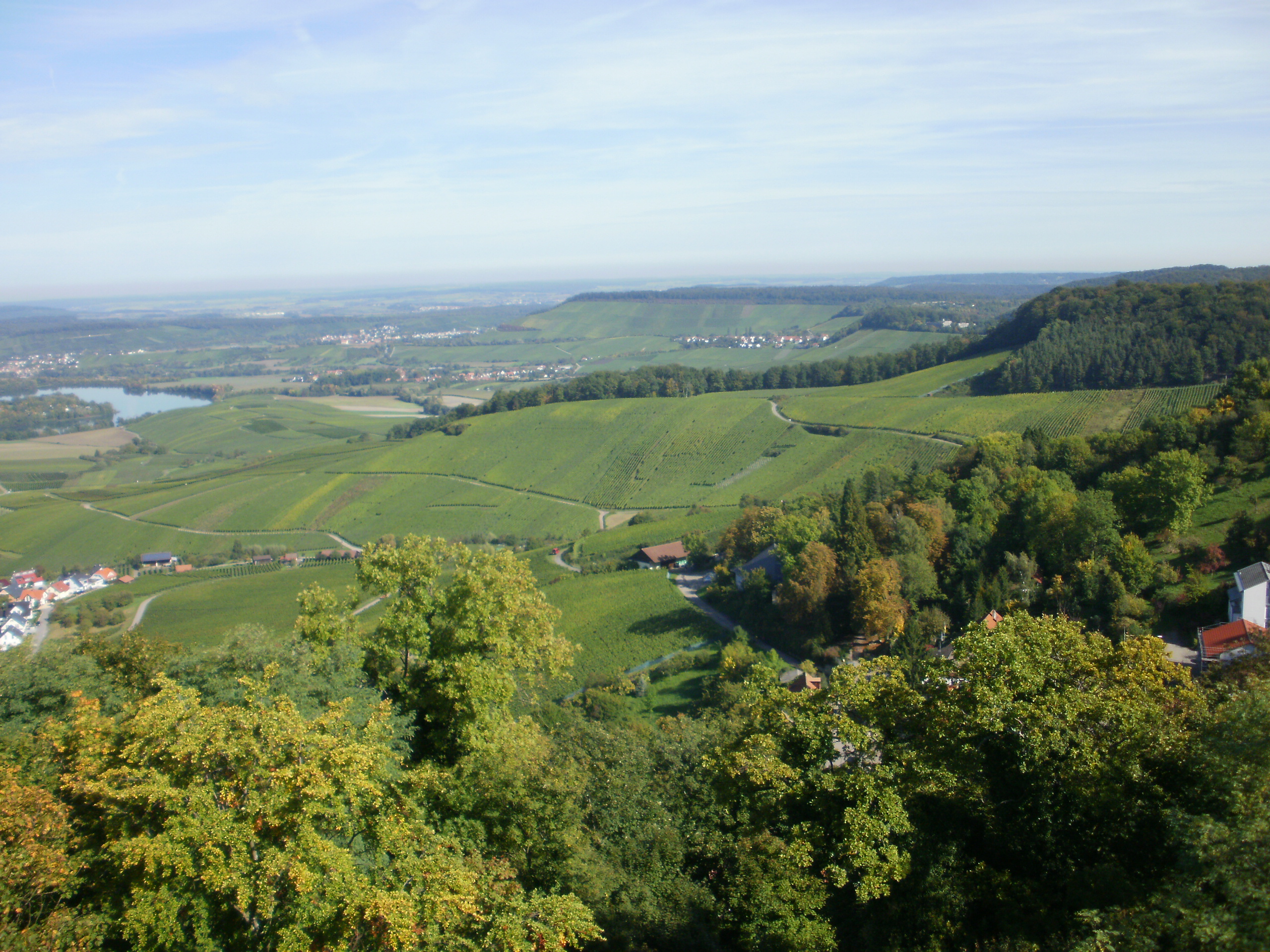
Die Keuperschichtstufe im Nordwesten der Schwäbisch-Fränkischen Waldberge bei Löwenstein. Am Geländeprofil das nach links (Westen) abfallenden Wolfertsbergs in der Bildmitte lassen sich die Stufen leicht erkennen: Zuoberst (rechts) der bewaldete Stubensandstein, steilerer Abfall in den höchsten Weinberglagen in den oberen bunten Mergeln, langgestrecktes Plateau auf Kieselsandstein, wiederum steilerer Abfall (teilweise noch bewaldet) in den unteren bunten Mergeln zum durch Rebflurbereinigung in neuer Zeit stark umgeformten Plateau des Schilfsandsteins. Den Talgrund bildet Gipskeuper.

Das Keuperbergland verteilt sich auf drei naturräumliche Haupteinheitengruppen und die nachfolgend aufgezählten, dreistelligen Haupteinheiten  (Einheiten, die nur zu kleineren Anteilen auf Keuper liegen, sind kursiv gedruckt) sowie, nachgeordnet, folgende orographisch voneinander separierte Höhenzüge nebst Untereinheiten, welche auf den jeweils referenzierten Einzelblättern liegen (Senken und Randhöhen ausgespart):
- (zum Südwestdeutschen Schichtstufenland)
  - (zu 12 Neckar- und Tauber-Gäuplatten)
    - 124 Strom- und Heuchelberg[2]
      - 124.1 Stromberg[3]
      - 124.2 Heuchelberg und Eppinger Hardt
      - 124.3 Südwestlicher Strombergrand[3] (auf Blatt 161 Karlsruhe Teil von 124.1 und nicht getrennt ausgewiesen)

  - (zu 10 Schwäbisches Keuper-Lias-Land)
    - 104 Schönbuch und Glemswald
      - 104.11 Rammert[4]
      - 104.12/15 Schönbuch (im engeren Sinne)[3]
      - 104.20 Innerer Glemswald[3]

    - 107 Schurwald und Welzheimer Wald[5]
      - 107.0 Schurwald[3]
      - 107.2 Berglen
      - 107.3 Welzheimer Wald

    - 108 Schwäbisch-Fränkische Waldberge[6][5]
      - 108.00 Murrhardter Wald
      - 108.11 Sulmer Bergebene[2]
      - 108.13/14 Löwensteiner Berge (im engeren Sinne)[2][3]
      - 108.30 Kirnberger Wald
      - 108.31 Sulzbacher Wald
      - 108.4 Mainhardter Wald
      - 108.5 Waldenburger Berge
      - 108.60 Limpurger Berge
      - 108.70 Ellwanger Berge

  - (zu 11 Fränkisches Keuper-Lias-Land)
    - 114 Frankenhöhe[6][7]
      - 114.0 Südliche Frankenhöhe
      - 114.1 Mittlere Frankenhöhe
      - 114.2 Nördliche Frankenhöhe[8]

    - 115 Steigerwald[8]
      - 115.0 Südlicher (Vorderer) Steigerwald[9]
      - 115.1 Mittlerer Steigerwald
      - 115.2 Nördlicher Steigerwald

    - 116 Haßberge[10]
      - 116.0 Südliche Haßberge (auf Blatt 153 Bamberg, wo nur der Süden liegt, anders nummeriert)[8]
      - 116.1 Mittlere Haßberge (Bettenburger Quersenke)
      - 116.2 Nördliche Haßberge

    - (zu 117 Itz-Baunach-Hügelland)
      - 117.40 Zeilberge[10] (auf Blatt 153 Bamberg, wo nur der äußerste Süden liegt: zu 117.0 Zentrale Itz-Baunach-Rücken)[8]

Bis auf Strom- und Heuchelberg, die nördlich von Schönbuch und Glemswald und außerhalb der Keuper-Lias-Landschaften in den muschelkalklastigen Gäuen liegen, sind die Landschaften der obigen Liste entlang des Albtraufs, von dem sie durch liaslastige Vorländer getrennt sind, in Richtung Nordosten geordnet.

## Landschaft
Bestimmend für die Landschaft ist der namensgebende Keuper, die oberste und jüngste lithostratigraphische Gruppe der Germanischen Trias. Er weist eine wechselnde Ablagerungsvielfalt aus Sandschüttungen und Meeresablagerungen auf.
Das Keuperbergland ist größtenteils bewaldet, da der auf Keuper entstehende Boden wenig fruchtbar ist. Rodungsinseln befinden sich vor allem auf den fruchtbaren Löss- oder Liasböden.
Die für das Keuperbergland typischen, sehr steil eingeschnittenen Kerbtäler werden hier als „Klingen“ bezeichnet. Solche Klingen treten in petrografisch härteren Sandsteinschichten des Keupers auf, wie zum Beispiel im Stubensandstein. Diese Gesteine können den einwirkenden Erosionskräften (vor allem der Seitenerosion) des Wassers genügend Widerstand entgegenbringen. In weniger erosionsbeständigen Gesteinen des Keupers wie den Tonen oder Mergeln findet hingegen eine stärkere Ausformung des Tales statt, so dass dort viel breitere Formen entstehen.